# Muntanyesa tardana
La muntanyesa tardana o erèbia tardana (Erebia neoridas) és una espècie de lepidòpter papilionoïdeu de la família dels nimfàlids (Nymphalidae) que es troba en serralades del sud-oest d'Europa, incloent-hi els Països Catalans

## Distribució
Es distribueix en zones del Pirineu (sobretot a l'est) i Prepirineu, Massís Central, Alps francesos (des de l'Alta Savoia fins als Alps Marítims, Vaucluse i Isèra), Alps italians (des dels Alps Marítims fins a la Vall de Susa), Alps Apuans i centre dels Apenins.

## Hàbitat
Zones arbustives i herboses i bosc obert. L'eruga s'alimenta de gramínies com Digitaria sanguinalis, Poa annua, Poa pratense, Festuca ovina, Festuca liniensis...

## Període de vol
Vola en una generació a l'any entre començaments d'agost i començaments d'octubre. Les primeres femelles emergeixen unes dues setmanes després que els primers mascles.